# Religione in Kosovo
La principale religione diffusa in Kosovo è quella islamica sunnita hanafita, abbracciata dalla quasi totalità degli albanesi del Kosovo, così come dalle minoranze dei bosgnacchi, dei gorani, dei turchi e da alcune comunità di rom. La minoranza serba è per la quasi totalità cristiano-ortodossa. Esistono storicamente comunità cattoliche composte in maggioranza da fedeli albanesi, oltre a piccole comunità di musulmani bektashi e di cristiani protestanti. La Repubblica del Kosovo è uno Stato secolare e la religione non interferisce direttamente nella vita politica.

## Islam in Kosovo

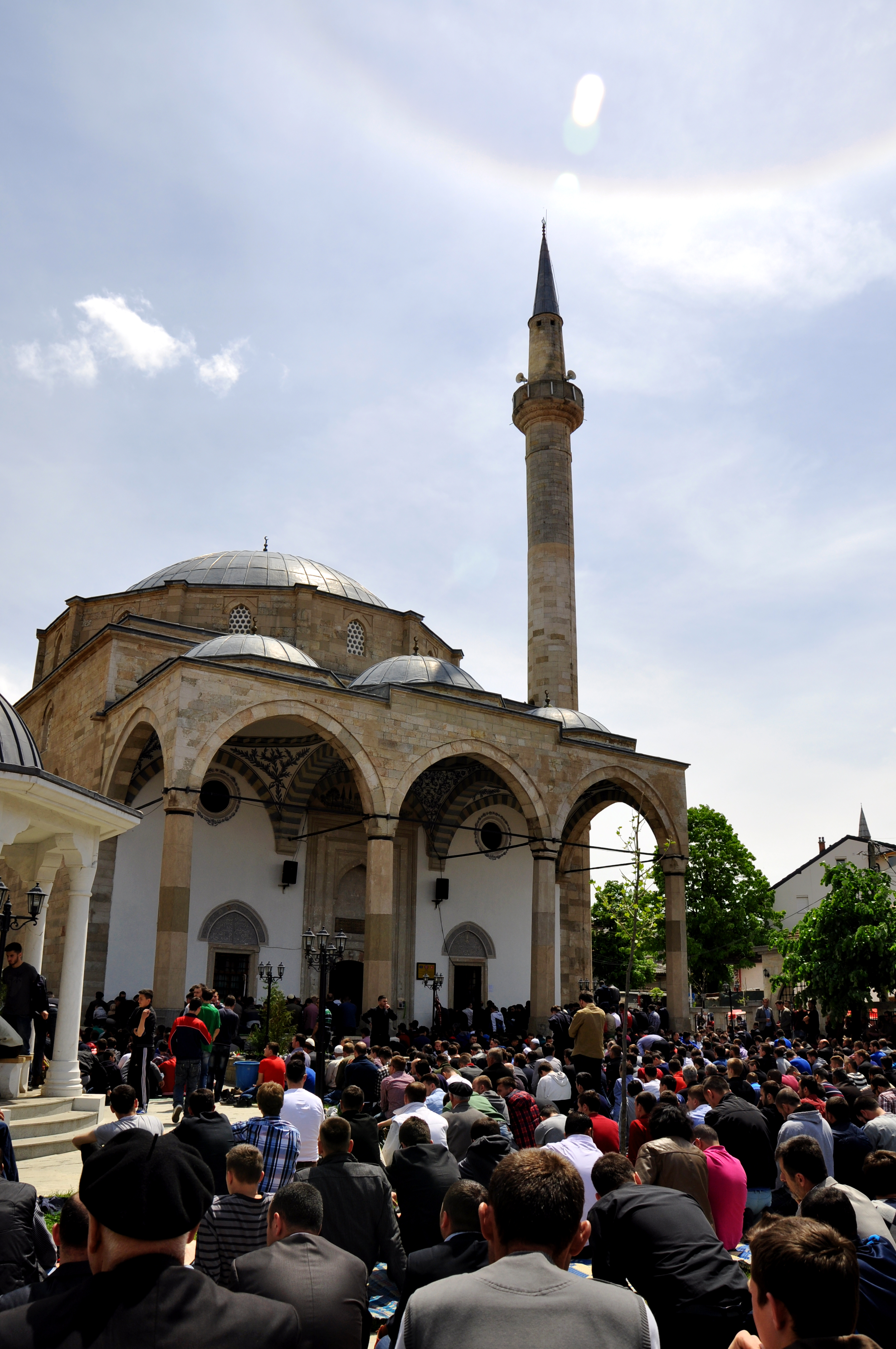
Musulmani kosovari in preghiera a Pristina

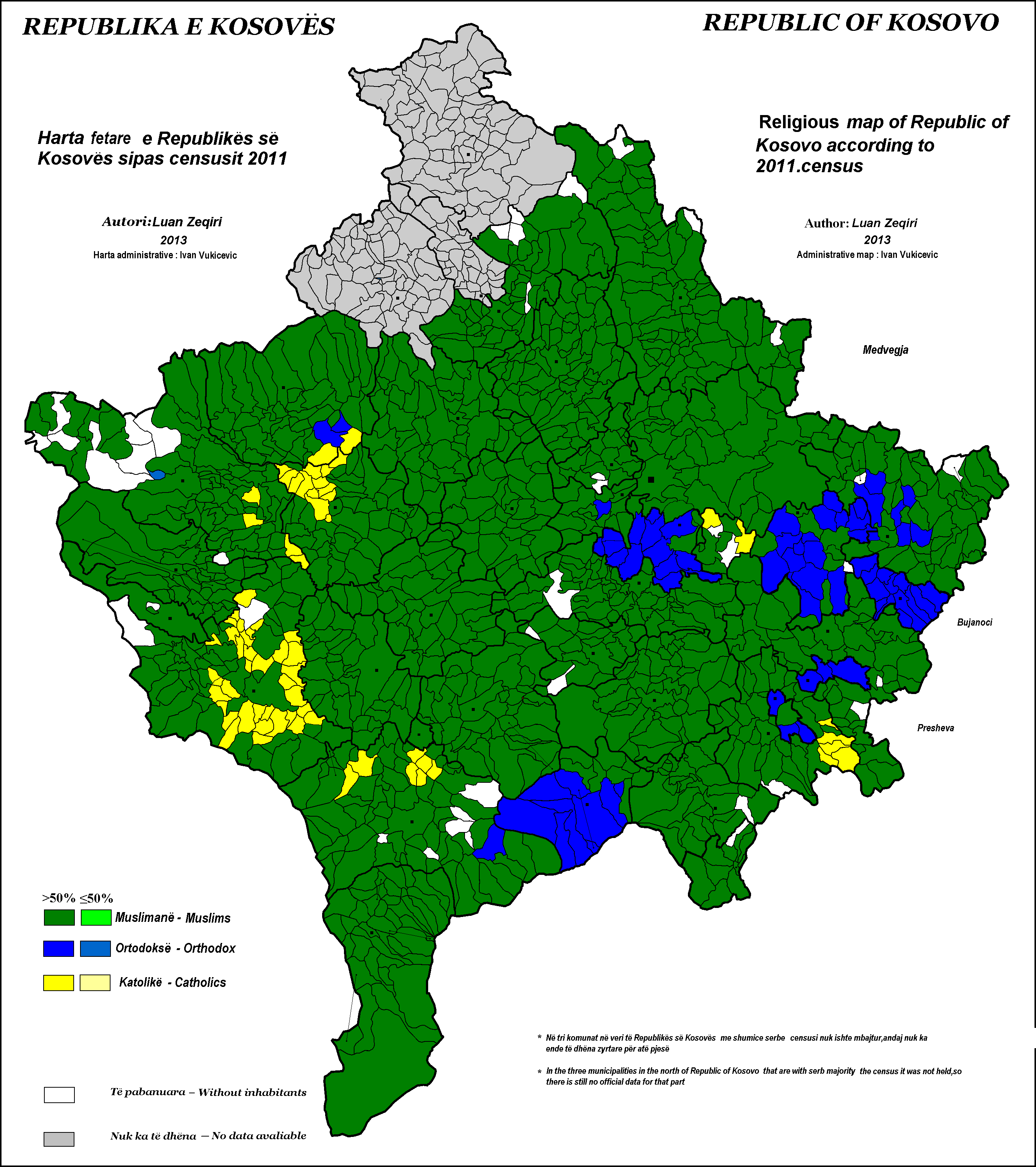
Mappa religiosa del Kosovo nel 2011

La stragrande maggioranza della popolazione kosovara è di religione musulmana; la corrente tradizionale è quella sunnita hanafita. L'islam è praticato dalla quasi totalità degli albanesi del Kosovo e delle minoranze bosgnacche, gorani e turche. Gli affari religiosi nel Paese sono amministrati dalla Comunità Islamica del Kosovo, con sede a Pristina e guidata dal Gran mufti del Kosovo, che estende la propria autorità anche sulla valle di Preševo; fino al 1993 le autorità religiose sunnite kosovare dipendevano dal Reis-ul-ulema di Sarajevo.
Nel Kosovo sud-occidentale, nelle aree attorno a Prizren, Gjakova, Peć e Rahovec, sono fortemente radicati il sufismo e le confraternite islamiche, in particolare la Rifa'iyya, la Qadiriyya, la Khalwatiyya e la Sa'diyya, oltre alla Bektashiyya, alla Naqshbandiyya, alla Sinaniyya, alla Mawlawiyya e alla Shadhiliyya, che raccolgono decine di migliaia di dervisci. Represse dalle autorità comuniste jugoslave a partire dal 1945, le confraternite islamiche vennero riscoperte in Kosovo a partire dagli anni 1970 e 1980. Tensioni si sono generate tra le autorità sunnite ufficiali e le confraternite.
Durante il periodo comunista la popolazione musulmana della regione visse un processo di parziale secolarizzazione, più evidente nelle zone urbane. Come ha osservato Muhamed al-Arnaut, storico kosovaro residente in Giordania, nel suo libro L'Islam nell'Europa che cambia, aspetto degno di nota nell'esperienza kosovara è che i musulmani kosovari hanno corrisposto alle idee della laicità e hanno appoggiato il concetto della separazione tra Stato e religione, anche in misura maggiore rispetto ai kosovari cristiani. A partire dal XXI secolo si è assistito a un crescente ritorno alle pratiche religiose da parte di buona parte della popolazione kosovara, specie tra la componente più giovane. Il numero delle moschee in Kosovo è in costante aumento grazie anche a finanziamenti provenienti da Turchia e Arabia Saudita. Il conservatorismo religioso è radicato in particolare intorno alle città di Kaçanik e Gjilan. L'influenza saudita ha generato la presenza di gruppi di salafiti.

## Chiesa cattolica in Kosovo
Nel IV secolo fu eretta l'Arcidiocesi della Dardania, di cui il Kosovo era parte. Intorno all'anno Mille fu creata la Diocesi di Prizren. Il 2 ottobre 1969 la diocesi fu unita alla Diocesi di Skopje per formare la Diocesi di Skopje-Prizren. Dal 24 maggio 2000 la diocesi è stata divisa nell'amministrazione apostolica di Prizren (dal 2018 diocesi di Prizren-Pristina), con giurisdizione su tutto il Kosovo, e Diocesi di Skopje.
Attualmente le maggiori comunità cattoliche di rito latino, osservato dagli albanesi, oltre che a Prizren, si trovano a Klina, Gjakova, Lipjani e Vitina. Il Kosovo è diviso in 23 parrocchie e contava circa 38000 battezzati nel 2011.

## Chiesa ortodossa in Kosovo
La fede cristiana di tradizione orientale, ortodossa e già greco-cattolica, sono state radicate in Kosovo presso gli albanesi prima del XVII sec. Sono numerosi i monasteri medievali e moderni bizantini, alcuni dei quali patrimonio dall'UNESCO. 
Oggi la fede ortodossa è quasi unicamente osservata dagli slavo-serbi, i quali seguono la chiesa Chiesa serbo-ortodossa.

## Altre religioni in Kosovo
Esistono piccole minoranze di protestanti, costituite soprattutto da stranieri e concentrate principalmente a Pristina.